# 1978 في الأردن
فيما يلي قوائم الأحداث التي وقعت خلال عام 1978 في الأردن.